# Акжонський сільський округ
Акжо́нський сільський округ (каз. Ақжон ауылдық округі, рос. Акжонский сельский округ) — адміністративна одиниця у складі Казалінського району Кизилординської області Казахстану. Адміністративний центр та єдиний населений пункт — село Майдаколь.
Населення — 1042 особи (2021; 1162 у 2009, 1305 у 1999, 1457 у 1989).
Станом на 1989 рік існували Алгинська сільська рада (села Майдаколь та Туктібай). Пізніше село Майдаколь утворило окремий Акжонський сільський округ.